# Younes Bakiz
Younes Bakiz, né le 5 février 1999 à Albertslund au Danemark, est un footballeur danois qui évolue au poste d'ailier gauche à l'Aalborg BK.

## Biographie

### Formation et débuts
Né à Albertslund au Danemark, de parents marocains, Younes Bakiz commence le football au Brøndby IF. Sa famille déménage ensuite à Holbæk et Bakiz rejoint alors le club local du Holbæk B&I. Il fait ensuite un court passage au HB Køge avant de faire son retour au Brøndby IF. Le jeune attaquant rejoint finalement le FC Roskilde, il joue pendant un an et demi avec l'équipe U19 avant d'être intégré à l'équipe première à l'été 2018. 
Bakiz commence sa carrière professionnelle avec Roskilde, alors que le club évolue en deuxième division danoise. Il joue son premier match le 29 juillet 2018, face au HB Køge, lors d'une rencontre de deuxième division. Il entre en jeu en cours de parte à la place de Mathias Gehrt, et son équipe s'incline par cinq buts à deux. Bakiz inscrit son premier but en professionnel le 24 mars 2019, lors d'une rencontre de championnat face au Thisted FC. Titularisé, il ouvre le score et participe à la victoire de son équipe (2-1 score final).
Le 1er novembre 2019, Bakiz le premier doublé de sa carrière, lors d'une rencontre de championnat face au Skive IK. Il est titulaire lors de cette rencontre qui se solde par la victoire des siens (1-3 score final).

### Viborg FF
Lors de l'été 2020, Younes Bakiz rejoint le Viborg FF. Le transfert est annoncé le 3 juin 2020 et il signe un contrat de trois ans, soit jusqu'en juin 2023,.
Il participe à la montée du club en première division, le Viborg FF étant sacré champion de deuxième division à l'issue de la saison 2020-2021.
Il découvre la Superligaen, l'élite du football danois, le 18 juillet 2021, à l'occasion de la première journée de la saison 2021-2022, contre le FC Nordsjælland. Il est titularisé et se fait remarquer en inscrivant son premier but en première division en égalisant, et son équipe s'impose par deux buts à un.

### Aalborg BK
Le 31 août 2022, Younes Bakiz rejoint l'Aalborg BK. Il signe un contrat courant jusqu'en juin 2026.
Bakiz inscrit ses deux premiers buts le même jour, le 14 octobre 2022, lors d'une rencontre de championnat face au Lyngby BK. Titulaire, il donne la victoire à son équipe, qui s'impose par deux buts à zéro.

## Palmarès
Viborg FF
- Championnat du Danemark de deuxième division (1) :
  - Champion : 2020-2021.